# فرهنگ آندرونوو

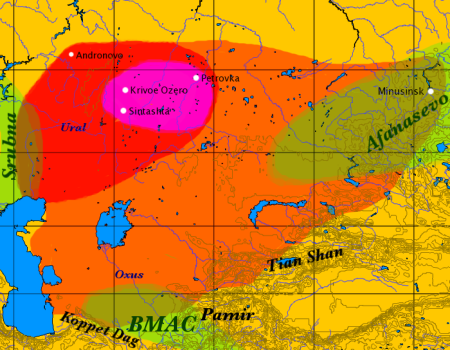
گسترهٔ فرهنگ آندرونوو، فرهنگ سینتاشتا-پترفوکا با رنگ سرخ نمایش داده شده است. رنگ صورتی نشان‌دهندهٔ کهن‌ترین اثرهای به دست آمده از وجود گردونه‌های اسبی است. فرهنگ‌های همسایه هم به رنگ سبز نمایان اند.

فرهنگ آندرونوو (به انگلیسی: Andronovo culture) (به روسی: Андроновская культура) مجموعه‌ای از فرهنگی‌های بومی همانند مربوط به عصر برنز بود که از پیرامون ۲۳۰۰ تا ۱۰۰۰ پیش از میلاد در منطقهٔ غربی استپ‌های آسیایی و باختر سیبری وجود داشت. فرهنگ آندرونوو فرهنگی هندوایرانی (آریایی) بوده، و اغلب محققان آن را ادامهٔ فرهنگ سینتاشتا می‌دانند
این فرهنگ نام خود را وام‌دار روستایی به نام آندرونوو، واقع در درهٔ رود Enisei (جنوب سیبری) است که در ۱۹۱۴ میلادی در آن چندین گورگاه حاوی اسکلت‌هایی در حالت خم شده و سفالینه‌هایی با آرایه‌های بسیار جالب یافته شد. باستان شناسان نام «آندرونوو» را به فرهنگ مختص عصر برنز، که غالباً در هزارهٔ دوم پیش از میلاد تاریخ‌گذاری شده، داده‌اند. به این فرهنگ سینتاشتا-پتروفکا هم می‌گویند.
براساس پژوهش‌های ژنتیکی روی گور دخمه‌های مردان فرهنگ آندرونوو، بیشتر تبار مردانه مربوط به هاپلوگروپ R1a می‌باشد.همچنین رنگ پوست اسکلتها سفید و شیوع چشمان آبی فراوان بوداز لحاظ تبار پدری، بر اساس شواهد ژنتیکی آریایی‌ها با اسلاوهای اروپای مرکزی همتبار می‌باشند.
فرهنگ آندرونوو در فهم و بازشناسی تاریخ کهنِ مردمان هندوایرانی زبان، اهمیت کلانی دارد. تعبیر زبانی این فرهنگ، همچون خاستگاه و گاه‌شماری آن مورد بحث وگفتگوست. فرهنگ یا خانوادهٔ فرهنگی آندرونوو با تنوع وسیعی از ماندگاه‌ها و گورگاه‌ها نمودار می‌شود.
فرهنگ آندرونوو چهار خرده‌فرهنگ وابستهٔ برجسته داشته است که به سوی جنوب و خاور گسترده‌شده‌بودند:
- سین‌تاشتا-پتروفکا-آرکائیم در جنوب کوه‌های اورال و شمال قزاقستان کنونی، این فرهنگ میان سال‌های ۲۲۰۰ تا ۱۶۰۰ پیش از میلاد برپا بوده است و دربرگیرندهٔ بخش‌های زیراست:
  - استحکامات سینتاشتا در استان چلیابینسک که زندگی در آن به پیرامون ۱۸۰۰ پیش از میلاد بازمی‌گردد.
  - سکونت‌گاه پتروفکا در قزاقستان کنونی
  - آرکائیم
- آلاکول که میان سال‌های ۲۱۰۰ تا ۱۴۰۰ پیش از میلاد میان آمودریا و سیردریا در بیابان قزل‌قوم برجای بوده است؛
  - الکسیفکا مربوط به ۱۵۰۰ تا ۱۳۰۰ پیش از میلاد و مرتبط با نمازگاه‌تپه ۶ در ترکمنستان کنونی.
- فدروو در جنوب سیبری و مربوط به ۱۵۰۰–۱۳۰۰ پیش از میلاد؛ در آن شواهدی بر سوزاندن مردگان و نیز نیایش آتش به دست آمده است.
  - بیشکند-وخش مربوط به ۱۰۰۰ تا ۸۰۰ پیش از میلاد

احتمال داده می‌شود که دورهٔ فرهنگ آندرونوو زمان شکل گرفتن اسطوره‌های نخستین آریایی باشد.

## قلمرو و ویژگی‌ها
به دلیل گستردگی فرهنگ آندرونوو مرزبندی دقیقی برای آن دشوار است. این فرهنگ در باختر با فرهنگ اسروبنا در منطقه ولگا برخورد داشته است و در خاور با فرهنگ آفاناسوو کهنتر اشتراکاتی دارد. همچنین در جنوب سکونت‌گاه‌هایی به صورت پراکنده –مانند کوپت‌داغ در ترکمنستان کنونی، پامیر و تیان شان- بدین فرهنگ وابسته‌اند. حدود شمالی این فرهنگ به درستی مربوط نیست و به احتمال تا محدودهٔ پوشش گیاهی تایگا امتداد داشته است. 

نمونه‌ای از سفال‌های یافت‌شده در حوزهٔ فرهنگی آندرونوو در قزاقستان کنونی و مربوط به عصر برنز

فرهنگ آندرونوو در میانهٔ هزارهٔ دوم پیش از میلاد به سوی خاور گسترش یافت و همچنین
باشندگان این فرهنگ در کوه‌های آلتای به استخراج مس دست یازیدند. در آیین خاک‌سپاری نیز از چارچوب‌های چوبی یا سنگی بهره بردند. گورها از جای زندگی فاصله‌ای داشته است. گواهی‌هایی بر وجود آیین قربانی بر گورها به دست آمده است. در برخی گورها نشانه‌هایی از مرده‌سوزی و به خاک سپردن خاکستر مردگان به دست آمده است.
باشندگان این فرهنگ یکجانشین بودند. قرارگاه‌های آنان دربرگیرندهٔ ده تا چهل خانهٔ بزرگ می‌شده است که این خانه‌ها فرورفته در درون زمین بودند. درون خانه‌ها تخت خواب‌های چوبی‌ای بوده که در کنار دیوارها جای داشته‌اند. ظروف سفالی یافت‌شده گواهی‌است بر یکجانشینی ایشان چه که سفال با زندگی کوچ‌نشینی همخوانی ندارد. همچنین آتشدان‌ها و قفسه‌هایی برای نگهداری توشه داشته‌آند. آنان از جنگ‌افزار و ابزار فلزی هم بهره می‌بردند.
خانه‌های آندرونوو معمولاً از چوب ساخته می‌شدند، با دیوارهایی از تیرهای افقی که توسط ستون‌های چوبی عمودی در جای خود نگه داشته می‌شدند. سقف‌ها توسط تیرهای چوبی پشتیبانی می‌شدند و با شاخه، خاک و رس پوشیده می‌شدند. گاه در حین ساخت خانه‌های آندرونوو قربانی‌هایی انجام می‌شد. به عنوان مثال، جمجمه و پاهای گاو و قوچ در ورودی یا زیر دیوارهای خانه‌ها پیدا شده است. خانه‌های آندرونوو با خانه‌های بومی مردمان امروزی ایرانی‌زبان، مانند پامیری‌ها و کردها، همانندی دارد. این خانه‌ها شباهت‌های زیادی با خانه‌های آندرونوو دارند، مانند استفاده از سازه چوبی و آتشدان مرکزی.

## پیوندهای زبانی
فرهنگ‌های سینتاشتا و آندرونوو، دو تمدن باستانی مهم روزگار برنز، نقشی کلیدی در گسترش زبان‌ها و فرهنگ‌های هندواروپایی، به‌ویژه زبان‌های ایرانی نخستین، ایفا کرده‌اند. فرهنگ سینتاشتا که در حدود ۲۱۰۰ تا ۱۸۰۰ پیش از میلاد در استپ‌های اوراسیا (جنوب روسیه و قزاقستان) پدیدار شد، به کاربرد گردونه‌های جنگی و گسترش فنون فلزکاری نامبردار است. این فرهنگ یکی از نخستین جامعه‌هایی بود که اسب‌ها و گردونه‌های جنگی را به کار گرفت و در توسعه جنگ‌ها و ساختارهای اجتماعی پیچیده نقش اساسی داشت.
فرهنگ آندرونوو که به‌عنوان دنباله و گسترش فرهنگ سینتاشتا شناخته می‌شود، در دوره‌ای بین ۲۰۰۰ تا ۹۰۰ پیش از میلاد در استپ‌های اوراسیا رشد کرد. این فرهنگ به دلیل کشاورزی، دامداری و فلزکاری پیشرفته‌اش نامبردار بود. پژوهش‌ها نشان می‌دهند که این فرهنگ یکی از کانون‌های اصلی مهاجرت اقوام هندواروپایی به سمت جنوب، به‌ویژه به فلات ایران و هندوستان، بوده است.
از نظر زبانی، پیوندهای محکمی بین فرهنگ‌های سینتاشتا و آندرونوو با زبان‌های ایرانی نخستین وجود دارد. به‌ویژه زبان اوستایی که از کهن‌ترین زبان‌های ایرانی است، پیوندهای عمیقی با سنت‌های هندواروپایی این سرزمین‌ها دارد. واژگان مشترک دینی، استوره‌شناختی و مفاهیمی مانند خدایان جنگ و آیین‌های قربانی که در زبان‌های اوستایی و ودایی دیده می‌شود، نشان از پیوندهای فرهنگی و زبانی میان این فرهنگ‌های باستانی و اقوام ایرانی نخستین دارد.

### اقتصاد
اقتصاد این فرهنگ از راه چوپانی و با تمرکز بر روی گله‌های اسپ و گاو و در درجه‌ای کمتر گوسفند و بز و شتر فراهم می‌آمد. همچنین برمی‌آید که باشندگان فرهنگ آندرونوو کشاورزی هم می‌کرده‌اند. آنان در گستره‌ای محدود ارزن و گندم می‌کاشته‌اند.

### تبار
این فرهنگ جزئی از فرهنگ پیش از خود، با عنوان «فرهنگ گورچالی/Pit grave» بوده و باستان شناسان آن‌ها را از اقوام هندوایرانیان می‌دانند.